# Драпак Олександр Олександрович
Олександр Олександрович Драпак (нар. 26 липня 1981) — український волейболіст, має 1 спортивний розряд з волейболу сидячи. Учасник Літніх Паралімпійських ігор 2016 року.
Займається у секції волейболу Полтавського регіонального центру «Інваспорт».
Призер чемпіонату України у 2016 році.